# Blacatz

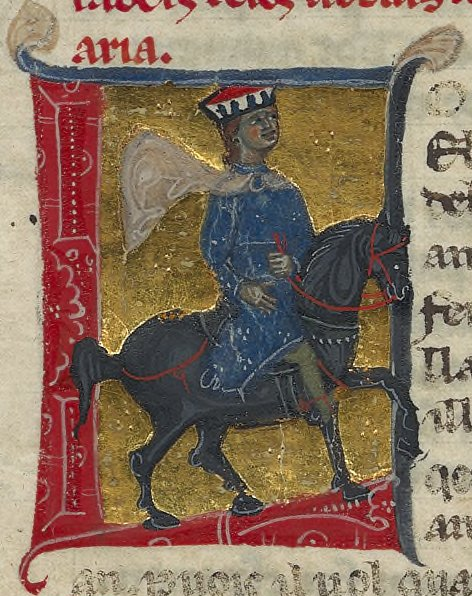
Ilustração de Blacatz no manuscrito 12473.

Blacatz ou Blancatz, vivo entre 1194 e 1236, foi um barão e trovador occitano, senhor de Aups, na Provença alpina. Ele foi um dos mais renomados mecenas e patronos trovadorescos.
Salvo por suas virtudes celebradas por trovadores como Cadenet, Aimeric de Peguilhan e Sordello, pouco se sabe sobre a vida de Blacatz.

## Vida
Apesar de sua fama à época, sua vida escrita é meramente uma exaltação de suas virtudes:
En Blacatz si fo de Proensa, gentils bars et autz e rics, larcs et adreichs [...]  Senhor Blacatz foi de Provença, gentil barão e alto e rico, largo e direito [...]
Ele assumiu o senhorio de Aups em 1195 após o falecimento de seu pai, também chamado Blacatz. Um documento de 1233 atesta o casamento de Blacatz com uma senhora de nome Laure de Castellane, mas é possível que ele tenha casado outras vezes antes.
Sabe-se que concedeu, em 1201, direito de pastagem à Ordem dos Templários. Manteve acordos com os hospitalários, e no período final de sua vida vendeu uma propriedade à mesma ordem.

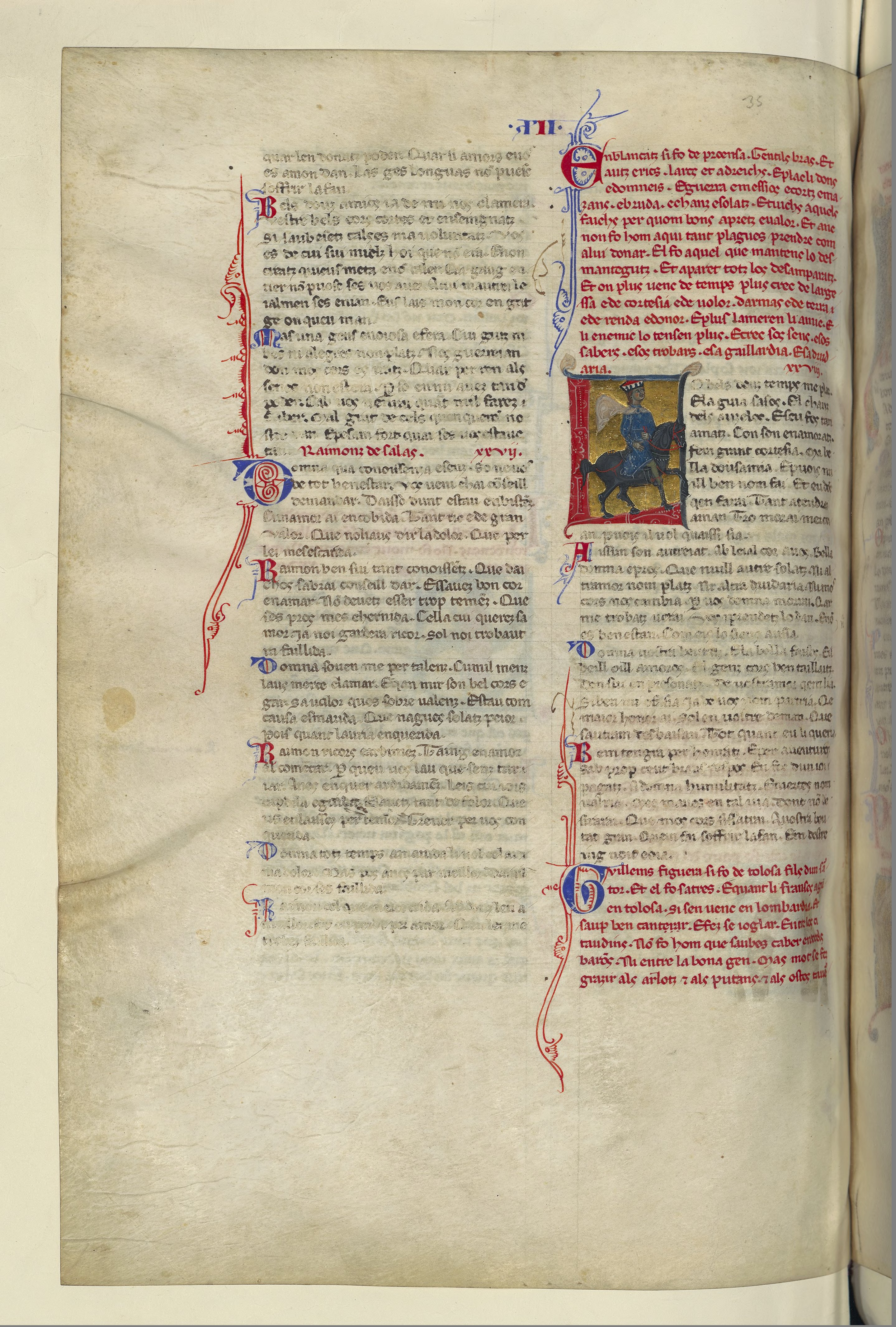
Fólio completo do manuscrito 12473, mostrando a vida completa de Blacatz.

Ele foi comemorado por diversos trovadores, incluindo Guilhem Figueira e Peirol. O trovador e tratadista Ramon vidal de Besalú o categorizou como o mais generoso dos senhores provençais.
Quando Blacatz morreu em 1236, Sordello servia à corte de Raimundo Berengário IV, conde de Provença. Sabendo da morte de seu antigo patrono, ele escreveu seu poema mais famoso (Planher vuelh en Blacatz en aquest leugier so). Obra que convoca oito importantes nobres, inclusive o próprio Raimundo Berengário, para comer o coração de Blacatz para compartilhar de sua coragem.
Seu filho Blacasset, que muitas vezes se confunde com o próprio Blacatz, também foi um trovador.

## Poesia
Seus poucos poemas sobreviventes tratam de Amor Cortês e possuem uma qualidade amadora. Blacatz também fez diversos tensos, que também sobreviveram, com os trovadores de sua corte.
Sua obra é anedótica, ligeira, picante, e circunstancial, pois também versejava com visitantes. Sua canso Lo belz douz tems me platz é trivial e pouco importante. A obra foi alvo de paródia pelo trovador Isnart d'Antravenas.
Seus colaboradores de mais renome foram Peirol, Peire Vidal, Pistoleta, e Falquet de Romans. Com um trovador chamado Bonafé debateu duas vezes, e estes dois debates, de linguagem hermética, são os mais curiosos de seu corpus.